# Дмитрієв Євген Миколайович
Євген Миколайович Дмитрієв (нар. 8 січня 1971, Дніпропетровськ, УРСР) — радянський та український футболіст, універсал.

## Життєпис
Вихованець дніпропетровського «Дніпра». Футбольну кар'єру розпочав у 1989 році в фарм-клубі дніпропетровців «Колос» (Нікополь), а продовжив — у дублі «Дніпра». У 1990 році провів 5 поєдинків у футболці киргизького клубу «Алга» (Фрунзе). У 1992 році став гравцем криворізького «Кривбасу». Потім виступав у клубах ЦСК ЗСУ (Київ), «Борисфен» (Бориспіль), «Шахтар» (Павлоград) та «Металург» (Нікополь). На початку 1995 року повернувся до «Дніпра», але вже незабаром відправився до «Металург» (Новомосковськ). Навесні 1996 року перейшов до київського ЦСКА, в якому грав до літа 1998 року. Наприкінці 1998 року завершив футбольну карє'ру в грецькому «Етнікос Астерас».

## Досягнення

### Клубні
- Вища ліга України
  -  Бронзовий призер (1): 1995

- Перша ліга чемпіонату України
  -  Чемпіон (1): 1992